# Diiodtyrosin
Diiodtyrosin (DIT), veraltet auch Dijodtyrosin (DJT), ist eine nicht-proteinogene Aminosäure, die aus der proteinogenen Aminosäure L-Tyrosin durch Iodierung entsteht. Es ist im menschlichen Körper die Vorstufe der Schilddrüsenhormone Triiodthyronin (T3) und Thyroxin (T4).
Diiodtyrosin ist chiral. Der Naturstoff ist L-Diiodtyrosin [Synonym: (S)-Diiodtyrosin]. Wenn im folgenden Text und in der wissenschaftlichen Literatur „Diiodtyrosin“ ohne weiteren Namenszusatz (Präfix) aufgeführt wird, ist stets L-Diiodtyrosin gemeint.

## Biologische Bedeutung

### Biosynthese (Mensch)
Diiodtyrosin wird in der Schilddrüse aus L-Tyrosin und Iodid gebildet. Das L-Tyrosin liegt dabei in Form von an Thyreoglobulin gebundenen Tyrosyl-Resten vor und das Iodid wird mit Hilfe des Enzyms Thyreoperoxidase (TPO) an die Tyrosyl-Reste gebunden; durch Bindung eines Iod-Atoms entsteht zunächst Monoiodtyrosin (MIT), durch Bindung eines weiteren Iod-Atoms dann Diiodtyrosin. Da die TPO Häm als prosthetische Gruppe enthält, kann die Synthese von MIT und DIT (und infolgedessen auch die der Schilddrüsenhormone) durch einen Eisenmangel eingeschränkt sein.

### Hormonvorstufe (Mensch)
Diiodtyrosin ist beim Menschen die Vorläufersubstanz des Schilddrüsenhormons L-Thyroxin (T4) und einer der Vorläufersubstanzen des Schilddrüsenhormons Triiodthyronin (T3).

## Verwendung
Diiodtyrosin wird als Arzneimittel bei Schilddrüsenerkrankungen (Thyreostatikum) eingesetzt.